# 植草三樹男
植草 三樹男（うえくさみきお、1935年3月5日 - ）は、日本の元和菓子店経営者、株式会社曙元代表取締役社長、現会長である。
1935年、東京都中央区日本橋に5人兄妹の長男として生まれる。東京都立忍岡高等学校を経て、1962年に早稲田大学法学部を卒業後、英国系の商社勤務を経て、父・圭三が1948年に創業した株式会社曙に入社。1976年に社長就任。百貨店に積極出店し、全国区の和菓子店に成長させた。2004年、長女の細野佳代に社長を譲り、会長に就任。次女の智子がダウン症候群であったことから、町田リス園理事長や、社会福祉法人愛の鈴理事長を務めるなど、障害者支援施設などに関わる。 現在は経営の第一線からは退き、福祉活動に力を注いでいる。長男は曙フーズ代表取締役の植草英一郎。三女は感情整理セラピストの植草あや子。